# 난징 지하철 3호선
난징 지하철 3호선(南京地铁3号线)은 난징 지하철 남북방향을 연결하는 주간선으로, 북쪽의 푸커우구 린창역에서 남쪽의 장닝구 모저우둥루역까지 이르며, 총연장 44.87 km에 29개역이 있다. 3호선은 장강을 관통하며, 난징역, 난징 남역, 린창역의 3개 철도역을 연결하며, 1호선, 2호선, S1호선, S8호선 등 여러 지하철 노선과 환승할 수 있다. 3호선은 2010년 착공하여 2015년 4월 1일에 개통하였다. 기획에 따르면 3호선은 앞으로 남쪽으로 1개 역까지, 북쪽으로 계획 중인 난징 북역의 1개 역까지 연장된다.

## 설계 및 시공
난징 지하철 3호선의 총설계 및 단항설계 입찰은 2010년 1월 상순에 완료되었으며, 3호선 기공식은 2010년 1월 10일에 개최되어 3호선의 실질적인 탐사설계 작업이 시작되었음을 알렸다. 3호선 공사는 1차 및 2차 구간으로 나뉘어 1차 구간은 린창-친화이로(秦淮路), 2차 구간은 친화이로-지인대로(吉印大道) 구간으로 동시에 진행된다.
난징 지하철 3호선은 A형차 6량 편성을 사용할 예정으로, 노선에는 주 변전소 2기가 설치되어 있으며, 각각 빈장루역, 위화먼역 부근에 위치하고 있다. 빈장루 역 주변전소는 7호선에 예비 전력 공급을, 위화먼 역 주변전소는 8호선에 예비 전력 공급을 확보해두었다. 타이펑루역에는 11호선이, 난징역에는 9호선이 각각 연결돼 있다. 3호선 공사 타당성 조사보고서에 따르면 3호선은 2015년 5월 개통할 예정이었다.
2011년 3월, 3호선 다싱궁 역 건설중에 역내 49그루의 프랑스 오동나무를 제거하는 등 약 1,000 그루가량의 나무를 이동할 계획이어서 일부 시민들의 불만을 샀다. 난징시 정부는 나무 이수를 모두 중단하고 민의를 모아 설계를 최적화하겠다고 밝혔다.

## 열차
난징 지하철 3호선 열차는 총 46대를 도입하여, A형차 6량 (4량 동력, 2량 무동력) 편성으로 알루미늄 전면 용접된 드럼형 차체로 내부 공간이 1호선과 2호선 A형차보다 더 넓다. 열차는 난징 남차 푸전 성궤차량, 신위 그룹, 봄바디어 트랜스포테이션 스웨덴 유한회사가 합작하여 제조하는데, 난징 남차 푸전은 차량 제조를, 신위 그룹과 봄바디어는 차량 견인, 보조 및 제어 시스템을 담당한다. 계약 총액은 21.45억 위안이다.

## 시·종착역
3호선 북쪽 기점은 장강 북쪽 기슭 푸커우구의 징후 철로 인근에 위치한 린창역에서 출발하여,  널을 지난 강을 건넌 후 구러우구, 쉬안우구, 친화이구, 위화타이구, 장닝구를 연결한다. 남쪽 종착역은 모저우둥루이이며, 향후 모링 역까지 연장될 예정이다. 장베이신구의 궤도교통계획 노선도에 따르면 북쪽 구간은 계획중인 난징 북역까지 연장된다.

## 역목록
| 역명                      | 중국어            | 영어                          | 접속 노선                                            | 역간 거리 | 영업 거리 | 소재지     |  |
| ------------------------- | ----------------- | ----------------------------- | ---------------------------------------------------- | --------- | --------- | ---------- |  |
| 린창                      | 林场              | Linchang                      |                                                      | 0.000     | 0.000     | 푸커우구   |  |
| 싱훠루                    | 星火路            | Xinghuolu                     |                                                      | 2.537     | 2.537     | 푸커우구   |  |
| 둥난대학 성현 캠퍼스      | 东大成贤学院      | SEU Chengxian College         |                                                      | 1.049     | 3.586     | 푸커우구   |  |
| 타이펑루                  | 泰冯路            | Taifenglu                     | ■ S8호선                                             | 1.127     | 4.713     | 푸커우구   |  |
| 톈룽청                    | 天润城            | Tianruncheng                  |                                                      | 1.407     | 6.120     | 푸커우구   |  |
| 류저우둥루                | 柳洲东路          | Liuzhoudonglu                 | ■ 11호선 (공사중)                                    | 1.854     | 7.974     | 푸커우구   |  |
| 상위안먼                  | 上元门            | Shangyuanmen                  |                                                      | 3.535     | 11.509    | 구러우구   |  |
| 우탕 광장                 | 五塘广场          | Wutangguangchang              | ■7호선                                               | 0.961     | 12.470    | 구러우구   |  |
| 샤오스                    | 小市              | Xiaoshi                       |                                                      | 1.845     | 14.315    | 구러우구   |  |
| 난징역                    | 南京站            | Nanjing Railway Station       | ■1호선 ■9호선 (공사중) 난징역                        | 1.379     | 15.694    | 쉬안우구   |  |
| 난징 임업대학교 · 신좡    | 南京林业大学·新庄 | NFU / Xinzhuang               |                                                      | 2.017     | 17.711    | 쉬안우구   |  |
| 지밍쓰                    | 鸡鸣寺            | Jimingsi                      | ■ 4호선                                              | 2.851     | 20.562    | 쉬안우구   |  |
| 푸차오 · 화하이 3C 플라자 | 浮桥·华海3C广场   | Fuqiao / Huahai 3C Plaza      |                                                      | 0.858     | 21.420    | 쉬안우구   |  |
| 다싱궁                    | 大行宫            | Daxinggong                    | ■ 2호선                                              | 0.859     | 22.279    | 쉬안우구   |  |
| 창푸제                    | 常府街            | Changfujie                    |                                                      | 0.931     | 23.210    | 친화이구   |  |
| 푸쯔먀오                  | 夫子庙            | Fuzimiao                      | ■ 5호선                                              | 1.067     | 24.277    | 친화이구   |  |
| 우딩먼                    | 武定门            | Wudingmen                     |                                                      | 1.308     | 25.585    | 친화이구   |  |
| 위화먼                    | 雨花门            | Yuhuamen                      |                                                      | 1.143     | 26.728    | 친화이구   |  |
| 카쯔먼                    | 卡子门            | Kazimen                       | ■ 10호선 (공사중)                                    | 0.977     | 27.705    | 친화이구   |  |
| 다밍루                    | 大明路            | Daminglu                      |                                                      | 1.153     | 28.858    | 친화이구   |  |
| 밍팡 광장                 | 明发广场          | Mingfaguangchang              |                                                      | 1.137     | 29.995    | 위화타이구 |  |
| 난징 남역                 | 南京南站          | Nanjing South Railway Station | ■ 1호선 ■ 6호선 (공사중) ■ S1호선 ■ S3호선 난징 남역 | 1.222     | 31.217    | 위화타이구 |  |
| 훙윈다다오                | 宏运大道          | Hongyundadao                  |                                                      | 1.105     | 32.322    | 장닝구     |  |
| 성타이시루                | 胜太西路          | Shengtaixilu                  |                                                      | 1.826     | 34.148    | 장닝구     |  |
| 톈위안시루                | 天元西路          | Tianyuanxilu                  |                                                      | 1.791     | 35.939    | 장닝구     |  |
| 주룽후                    | 九龙湖            | Jiulonghu                     |                                                      | 2.343     | 38.282    | 장닝구     |  |
| 청시다다오                | 诚信大道          | Chengxindadao                 | ■ 5호선                                              | 1.526     | 39.808    | 장닝구     |  |
| 둥난대학 주룽후 캠퍼스    | 东大九龙湖校区    | SEU Jiulonghu Campus          |                                                      | 1.301     | 41.109    | 장닝구     |  |
| 모저우둥루                | 秣周东路          | Mozhoudonglu                  |                                                      | 2.995     | 44.104    | 장닝구     |  |
|                           |                   |                               |                                                      |           |           |            |  |

## 같이 보기
- 난징 지하철